# جان اس. مک‌کین جونیور
جان اس. مک‌کین جونیور (انگلیسی: John S. McCain Jr.; زاده ۱۷ ژانویهٔ ۱۹۱۱ – درگذشته ۲۲ مارس ۱۹۸۱) آدمیرال نیروی دریایی ایالات متحده آمریکا بود که در جریان منازعات از دهه ۱۹۴۰ تا ۱۹۷۰ فعالیت کرد و از جمله فرمانده فرماندهی اقیانوس آرام ایالات متحده آمریکا بود.
مک‌کین در واشینگتن، دی.سی. بزرگ شد، در ۱۹۳۱ از آکادمی نیروی دریایی آمریکا دانش‌آموخته شد، و پس از آن به خدمت در زیردریایی پرداخت.
پدرش جان اس. مک‌کین سینیر نیز از آدمیرال‌های نیروی دریایی و از هوانوردان نیروی دریایی بود و این دو نخستین پدر و پسری بودند که به رتبه نظامی چهار ستاره رسیدند. پسر او جان مک‌کین سوم نیز از هوانوردان سابق نیروی دریایی و از اسرای ویتنام شمالی بود که در حین فرماندهی جان اس. مک‌کین جونیور رتبهٔ کاپیتان داشت و بعدها سناتور ایالات متحده و نامزد حزب جمهوری‌خواه برای رئیس‌جمهور ایالات متحده آمریکا شد.
وی همچنین برندهٔ جوایزی همچون نشان ستاره برنزی و ستاره نقره‌ای شده‌است.
یواس‌اس جان اس مک‌کین (دی‌دی‌جی-۵۶) نام هر دو آدمیرال مک‌کین را بر خود دارد.